# Бомбовый прицел «Норден»

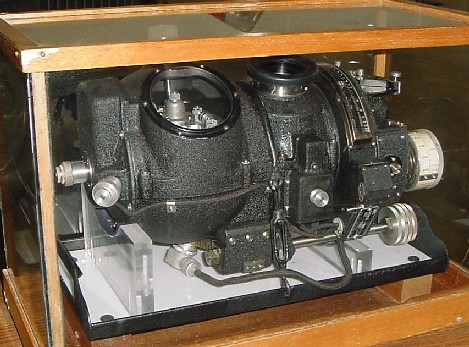
Прицел «Norden»

Прицел Нордена (англ. Norden) — оптический синхронный гиростабилизированный бомбовый прицел на основе механического аналогового компьютера. Разработан инженером Карлом Норденом. Первый прототип был готов в 1923 году, производство прицелов началось в 1927 году.
В разработку было вложено полтора миллиарда долларов, и по степени секретности прицел Нордена стоял сразу после атомной бомбы.
Выпускался компанией Carl L. Norden, Incorporated. С 1932 года был выбран в качестве единого авиационного прицела для военно-морской и бомбардировочной авиации США. Значительно превосходил все довоенные авиационные прицелы. За 1932—1957 годы было выпущено около 90000 прицелов, которые устанавливались на самые различные самолёты, в том числе Brewster F2A Buffalo, Vought SB2U Vindicator, North American B-25 Mitchell, Boeing B-17 Flying Fortress, В-29 Superfortress и B-47 Stratojet.
Теоретически прицел позволял при скорости самолёта свыше 500 км/ч с высоты 6 км попадать в тридцатиметровый круг. На практике такая точность не достигалась.
В СССР прицел производился под индексом ОПБ-4С и устанавливался на самолёт Ту-4.